# Milan Balabán (senátor)
Milan Balabán (3. června 1944 Ostrava – 9. ledna 2020) byl český politik a projektant, v letech 2000 až 2006 senátor za obvod č. 71 – Ostrava-město, v letech 1990 až 2001 zastupitel a náměstek primátora města Ostrava, člen ODS.

## Vzdělání, profese a rodina
Vystudoval České vysoké učení technické v Praze, ve dvouletém postgraduálním studiu se věnoval moderním metodám mechaniky, poté pracoval jako projektant ocelových konstrukcí. Působil také jako poradce a konzultant. Byl ženatý, měl dvě děti.

## Politická kariéra
V roce 1991 vstoupil do ODS. V letech 1990–2001 zasedal v zastupitelstvu města Ostrava, kde po celou dobu vykonával funkci náměstka primátora.
Ve volbách 2000 se stal členem horní komory českého parlamentu, přestože jej v prvním kole porazila komunistka Růžena Šarišská v poměru 28,58 % ku 25,82 % hlasů, ve druhém kole však Balabán obdržel 57,53 % hlasů a byl zvolen senátorem. V letech 2000–2006 předsedal Výboru pro hospodářství, zemědělství a dopravu a v letech 2000-2002 se angažoval v předsednictvu senátorského klubu ODS. Ve volbách 2006 svůj mandát obhajoval, první kolo vyhrál se ziskem 33,48 % oproti druhému Otakaru Veřovskému, který dostal 29,79 % hlasů. Ve druhém kole jej ovšem sociální demokrat porazil díky podpoře 52,98 % hlasů.
V roce 2009 kandidoval do Evropského parlamentu na nevolitelném 16. místě.